# 네덜란드인
네덜란드인(네덜란드어: Nederlanders 네데를란더르스[*])은 네덜란드를 원주 지역으로 하는 게르만계 민족으로, 공통 문화를 공유하고 네덜란드어를 구사한다. 네덜란드인들과 이들의 후손들은 전 세계에 이주민 공동체에서 발견되며, 주로 아루바, 수리남, 가이아나, 퀴라소, 아르헨티나, 브라질, 캐나다, 오스트레일리아, 남아프리카 공화국, 뉴질랜드, 미국에서 두드러진다. 저지대는 프랑스와 신성 로마 제국 국경에 위치하여, 각각의 국가들과 주변을 형성했고, 이렇게 구성된 다양한 영토들은 13세기까지 사실상 자치권을 갖게 되었다. 합스부르크 가문의 통치 하에서, 네덜란드는 단일한 행정 단위로 형성되었고, 16, 17세기에 북 네덜란드는 네덜란드 공화국이라는 이름으로 스페인에게 독립을 얻었다. 네덜란드 사회의 높은 도시화 특성은 상대적으로 이른 시기에 얻게 됐다. 공화국 시절에 최초의 유럽 밖 대규모 네덜란드 이민이 발생했다.
네덜란드인들은 자신들 나라의 제한된 크기로 인해 상당한 유산들을 뒤로한 채 조국을 떠났다. 네덜란드인들은 일반적으로 자본주의의 시초자들로 여겨지며, 근대적 경제 개념과 세속주의, 자유 시장에 대한 이들의 강조는 서구의 열강들, 특히나 대영 제국과 대영 제국의 13개 식민지, 궁극적으로는 미국에 막대한 영향력을 주었다.
네덜란드인의 전통 예술과 문화에는 다양한 형태의 전통 음악, 무용, 건축술, 의류 등을 포함하며, 이들 중의 일부는 세계적으로 인정을 받고 있다. 렘브란트, 페르메이르, 반 고흐 같은 네덜란드 화가들은 세계적으로 높은 인지도를 갖고 있다. 네덜란드인의 주 종교는 기독교 (가톨릭, 개신교 둘다)였지만, 오늘날에는 네덜란드인 대다수가 더 이상 종교를 지니고 있지 않다. 네덜란드인들의 상당 비율은 인본주의, 불가지론, 무신론 또는 개인 영성의 지지자들이다.

## 같이 보기
- 아프리카너
- 네덜란드령 브라질
- 네덜란드계 칠레인
- 플랑드르인
- 네덜란드령 안틸레스
- 뉴네덜란드
- 플랑드르인